# Januari 2004
Dit artikel geeft een chronologisch overzicht van alle belangrijke gebeurtenissen per dag in de maand januari van het jaar 2004.

## Gebeurtenissen

### 1 januari
- Irak - In Bagdad brandt een restaurant af na een explosie. Zeker vijf personen komen om en er vallen 20 tot 30 gewonden. Het zou opnieuw gaan om een zelfmoordaanslag.
- Nederland - Op grond van de Tabaks- en rookwarenwet krijgt iedereen recht op een rookvrije werkplek.
- NAVO - Jaap de Hoop Scheffer wordt secretaris-generaal van de NAVO.
- Nederland - De Oudejaarsvereniging Vrijstaat Folgeren uit De Folgeren (bij Drachten) onthult de reddingboot Neeltje Jacoba op het dorpsplein. Het schip, bekend geworden als ontmoetingsplaats van wijlen de crimineel Klaas Bruinsma en Mabel Wisse Smit, verdween op 26 december 2003 uit de haven van Enkhuizen.
- Nederland - De gemeenten De Lier, 's-Gravenzande, Monster, Naaldwijk en Wateringen gaan op in de gemeente Westland. De gemeenten Schipluiden en Maasland fuseren tot de gemeente Midden-Delfland, en de gemeenten Geldrop en Mierlo tot de gemeente Geldrop-Mierlo.
- Nederland - Radarverklikkers zijn vanaf deze datum verboden in Nederland.
- Suriname - De Surinaamse gulden wordt vervangen door de Surinaamse dollar, die 1000 Surinaamse guldens waard is.

### 2 januari
- Heelal - Het onbemande ruimtevaartuig Stardust vliegt langs de komeet Wild 2, en vangt daarbij stofdeeltjes van de komeet op. Het opgevangen materiaal wordt voor nader onderzoek in 2006 terug bezorgd op Aarde.
- Noorwegen - Mullah Krekar, de geestelijk leider van de islamitische groepering Ansar al-Islam, wordt in zijn woning in Oslo gearresteerd.
- Nederland - Boele Staal, de Commissaris der Koningin van de provincie Utrecht, pleit in zijn nieuwjaarsrede voor de aanleg van een magneetzweeftrein naar Noord-Nederland om het Groene Hart te ontlasten.
- Nederland - Aandelen die ooit door de Berlijnse gorilla Jacko zijn uitgekozen, hebben het voor het vierde jaar beter gedaan dan de AEX.

### 3 januari
- Egypte - Een Boeing 737-300 van de Egyptische chartermaatschappij Flash Air stort twee minuten na opstijgen in de Rode Zee, waarbij 148 inzittenden omkomen.
- Iran - In de stad Bam is toch nog een slachtoffer van de aardbeving levend onder de puinhopen vandaan gehaald. De bejaarde vrouw was onder een tafel gekropen zodra zij de eerste aardschok voelde.
- Suriname - De omschakeling van de Surinaamse gulden naar de Surinaamse dollar, verloopt chaotisch. De bevolking weet nauwelijks hoe de nieuwe biljetten eruitzien, en ook winkeliers weigeren ze aan te nemen.
- Nederland - Het Ahold-concern heeft supermarktketen Albert Heijn jarenlang gedwongen te hoge prijzen te rekenen, om de expansie van Ahold te financieren. Andere supermarktketens volgden, en rekenden eveneens jarenlang te hoge prijzen. (zie ook: kartel)
- Nederland - Standhouders van de Beverwijkse Bazaar dreigen met een staking omdat de directie entreegeld vraagt voor vrijwel alle hallen.

### 4 januari
- Irak - Premier Tony Blair brengt een onverwacht bezoek aan de Britse troepen in Basra.
- Mars - De eerste van twee Amerikaanse Mars Exploration Rovers (robotwagentjes) voert een perfecte landing uit op Mars. NASA ontvangt een radiosignaal van de MER-A (Spirit), alsmede de eerste tientallen foto's.
- Georgië - Micheil Saakasjvili wordt met bijna 86% van de stemmen tot president gekozen.
- Afghanistan - De Afghaanse vergadering van stamoudsten (Loya Jirga) wordt het eens over een nieuwe grondwet. De grondwet maakt later dit jaar democratische verkiezingen mogelijk.

### 5 januari
- Thailand - In de zuidelijke provincies van Thailand is de staat van beleg afgekondigd nadat 21 scholen in brand zijn gestoken en een legerbasis is overvallen door gewapende moslimextremisten. De politie heeft verscheidene bommen onschadelijk gemaakt. Hierbij zijn drie agenten om het leven gekomen.
- Europese Unie - In het gebouw van het Europarlement ontploft een bombrief, gericht aan de Duitse voorzitter van de christendemocratische fractie. Niemand raakt gewond.
- Irak - Volgens De Telegraaf heeft Irak massavernietigingswapens ondergebracht in bergplaatsen in Syrië. De krant baseert zich op de Syrische journalist Nizar Najoef, die zegt zich te baseren op een Syrische officier.
- Nederland - De provincie Zuid-Holland begint een proef met gratis openbaar vervoer op twee buslijnen naar Den Haag. De proef in Haaglanden, die is bedoeld om files te bestrijden, gaat een jaar duren, en kost 1 miljoen euro.
- Nederland - Feyenoord maakt bekend dat Ruud Gullit aan het eind van het seizoen de nieuwe trainer zal worden. Mark Wotte wordt per direct de nieuwe technisch directeur.
- Nederland - Een buschauffeur van Connexxion wordt in de regio Zaandam neergestoken. De man, die als passagier reisde, is buiten levensgevaar.

### 6 januari
- Pakistan - President Pervez Musharraf kondigt verbetering van de betrekkingen met India aan. Volgende maand beginnen de besprekingen.
- Afghanistan - In Kandahar ontploft een bom, waarbij 12 doden vallen en 45 gewonden. Veel van de slachtoffers zijn Afghaanse kinderen.
- Verenigd Koninkrijk - Het officiële Britse onderzoek naar de dood van Prinses Diana wordt geopend, en wordt meteen voor 12 tot 15 maanden verdaagd.
- Iran - Iran verbetert de betrekkingen met Egypte. Een straat in Teheran, die was genoemd naar de moordenaar van Anwar Sadat, heet sinds vandaag Intifadastraat.
- Europese Unie - De koers van de euro is voor het eerst boven de grens van 1,28 dollar gestegen. De belangrijkste oorzaak is de lage koers van de dollar door grote tekorten op de Amerikaanse handelsbalans en begroting.
- Zweden - Mijailo Mijailovic, verdacht van de moord op Anna Lindh, heeft bekend haar te hebben vermoord.
- Nederland - De Koninklijke Marechaussee heeft in het geheim een aantal skymarshalls opgeleid die kunnen worden ingezet bij vluchten van de KLM.
- Nederland - Een Nederlandse marinier die op 27 december 2003 in Irak een burger doodschoot, wordt in Arnhem voorgeleid, en vervolgens vrijgelaten.
- Nederland - Buschauffeurs van Connexxion in de regio Zaandam beginnen een staking omdat een collega is neergestoken. De chauffeurs eisen betere veiligheidsmaatregelen. De vakbond steunt de staking.

### 7 januari
- New York - Een jury kiest Reflecting Absence van Michael Arad als monument voor de slachtoffers van de aanslagen van 11 september 2001. Het monument komt op de plek waar de Twin Towers stonden.
- Irak - Amerikaanse militairen vinden een massagraf waarin achthonderd sjiitische moslims zijn begraven. Waarschijnlijk stamt het graf uit 1991 en zijn de mensen vermoord door troepen van Saddam Hoessein.
- Irak - Premier Balkenende brengt een onverwacht bliksembezoek aan Nederlandse troepen in As Samawah.
- België - Vier mannen krijgen twintig jaar cel voor hun aandeel in de moord op politicus André Cools. Voor twee anderen werd een straf van vijf jaar uitgesproken.
- Nederland - Er is onenigheid bij het Openbaar Ministerie over het al dan niet inzetten van kroongetuigen om tot een veroordeling van de Joegoslavische crimineel Jotsa Jocic te komen. Deze wordt verdacht van het beramen van een moordaanslag op officier van justitie Koos Plooy.

### 8 januari
- Iran - Dertien dagen na de aardbeving in Bam wordt een 57-jarige man levend uit de puinhopen gehaald.
- Verenigde Staten - De New York Times meldt dat de Amerikaanse regering in alle stilte vierhonderd wapenspeurders heeft teruggehaald uit Irak. Het team zou er niet in geslaagd zijn massavernietigingswapens te vinden.
- Nederland - Het rapport over de dijkdoorbraak bij Wilnis wordt gepresenteerd.
- Nederland - De advocaten van Prinses Margarita presenteren voor de rechtbank te Den Haag een lijst van getuigen die zij willen horen.
- Nederland - Het Centrum Informatie en Documentatie Israël (CIDI) wil alsnog dat het Openbaar Ministerie onderzoek doet naar de teksten van de rapgroep NAG (Nieuwe Allochtoonse Generatie).
- Nederland - Minister Karla Peijs (Verkeer) wil een aantal maatregelen aan het parlement voorleggen, waaronder een verhoging van de brommerleeftijd naar zeventien jaar.

### 9 januari
- Verenigde Staten - Saddam Hoessein krijgt de status van krijgsgevangene.
- Australië - Net als vorig jaar wordt Australië geteisterd door bosbranden. Ditmaal worden buitenwijken van Sydney bedreigd.
- Nederland - Het aandeel Koninklijke Olie daalt 8 procent omdat de oliereserves van het bedrijf worden afgewaardeerd. De reserves zouden veel kleiner zijn dan eerder was aangenomen.
- Nederland - Het dagblad De Telegraaf komt vanaf 21 maart met een editie op zondag.

### 10 januari
- Cuba - Het Cubaanse staatsbedrijf Etecsa maakt met technische middelen het internetten door middel van inbellen onmogelijk voor onbevoegden; bevoegd zijn onder andere regeringsambtenaren en artsen.
- Verenigd Koninkrijk - De Nederlandse darter Raymond van Barneveld wordt in de halve finale van de Lakeside World Professional Championship darts uitgeschakeld door Andy 'The Viking' Fordham met 4-5.
- Nederland - Op het Noorderslagfestival in Groningen wordt bekendgemaakt dat de Zeeuwse band BLØF de Popprijs 2003 heeft gewonnen.

### 11 januari
- Verenigd Koninkrijk - Premier Tony Blair kondigt aan dat hij zal aftreden wanneer Lord James Hutton in zijn rapport tot de conclusie komt dat Blair heeft gelogen in de zaak-David Kelly.
- Haïti - Tienduizenden mensen gaan de straat op en eisen het aftreden van president Aristide.
- Israël - Honderdduizend Israëliërs demonstreren in Tel Aviv tegen het opheffen van enkele nederzettingen.
- Iran - Een conservatieve toelatingscommissie weigert honderden progressieve politici te accepteren als kandidaat voor de aanstaande parlementsverkiezingen.
- Nederland - De Nederlandse schaatser Mark Tuitert wint het Europees kampioenschap.

### 12 januari
- Verenigde Staten - Oud-minister van Financiën Paul O'Neill doet in een interview met Time Magazine opzienbarende uitlatingen over George W. Bush. Zo beweert hij dat Bush al vanaf het begin van zijn aanstelling van plan was Irak binnen te vallen, en dat de Nationale Veiligheidsraad nooit bewijzen voor de aanwezigheid van verboden wapens in Irak te zien heeft gekregen.
- Verenigd Koninkrijk - Een uitgelekt, Brits rapport uit 2001 stelt dat vaccinaties de oorzaak kunnen zijn van het Golfsyndroom.
- Israël - De Israëlische president Moshe Katsav heeft de Syrische president Bashar al-Assad uitgenodigd voor vredesbesprekingen. Ook premier Ariel Sharon verklaarde bereid te zijn tot besprekingen, mits Syrië stopt met steun aan terroristen.
- China - De Amerikaanse ambassade in Peking maakt bekend dat de Verenigde Staten en China meer gaan samenwerken op het gebied van nucleaire non-proliferatie, veiligheid en contraterrorisme.
- Nederlandse Antillen - De partijen WIPM (Saba) en UPB (Bonaire) stappen uit het Antilliaanse kabinet. Deze verliest hiermee haar meerderheid in het parlement.
- Verenigd Koninkrijk - De Queen Mary 2, de grootste oceanliner ter wereld, begint zijn eerste officiële reis.
- Europese Unie - Europarlementariër Frits Bolkestein beklaagt zich over het feit dat de lidstaten van de Europese Unie langzaam zijn met het invoeren van Europese wetten. Eind november zou gemiddeld 2,3 procent van de richtlijnen niet tijdig overgenomen zijn.
- Nederland - Het conflict tussen Ali Lazrak en Jan Marijnissen lijkt zodanig te escaleren dat Lazrak een eenmansfractie in de Tweede Kamer overweegt.
- Nederland - Jaap Blokker wordt verkozen tot Topman van het Jaar 2003.

### 13 januari
- Indonesië - De regering van Indonesië overweegt de eilanden Sumatra, Java en Bali met bruggen te verbinden.
- Iran - De politieke crisis in Iran verergert. President Mohammad Khatami dreigt af te treden wanneer de verkiezingen van 20 februari niet door mochten gaan.
- Oezbekistan - Een vliegtuig van Uzbekistan Airways stort neer in de buurt van Tasjkent. Alle 37 inzittenden komen om.
- Verenigd Koninkrijk - Harold Shipman (beter bekend als Dr. Death) wordt gevonden nadat hij zelfmoord heeft gepleegd.
- Nederland - Op het Terra College in Den Haag wordt een leraar neergeschoten. Hij overlijdt 's avonds in het Westeinde Ziekenhuis. De verdachte, de 17-jarige scholier Murat D., had zich inmiddels bij de politie gemeld.
- Nederland - Rabella de Faria treedt af als wethouder Veiligheid en Volksgezondheid van Rotterdam. De reden is een vertrouwensbreuk met de fractie van Leefbaar Rotterdam die vond dat ze te weinig zichtbaar was.
- Italië - Het Constitutioneel Gerechtshof bepaalt dat een wet die premier Silvio Berlusconi onschendbaar maakte, in strijd met de grondwet is. Het proces tegen de premier over corruptie kan weer voortgezet worden.

### 14 januari
- Vietnam - Voor het eerst sinds het einde van de Vietnamoorlog keert Nguyen Cao Ky terug in Vietnam.
- Azië - In verscheidene landen in Zuidoost-Azië is de vogelpest uitgebroken. Vooral in Vietnam zijn al honderdduizenden kippen aan de ziekte bezweken. Ook zijn daar al drie mensen overleden. De wereldgezondheidsorganisatie is bang dat deze ziekte als die overslaat op mensen grotere gevolgen kan hebben dan de SARS-epidemie van 2003.
- Zweden - In Stockholm begint het proces tegen Mijailo Mijailović, de verdachte van de moord op Anna Lindh.
- Verenigde Staten - President George W. Bush kondigt een terugkeer naar de maan aan, gevolgd door missies naar Mars.
- Nederland - In navolging van de VVD beweert nu ook CDA-fractieleider Maxime Verhagen dat de integratie is mislukt. Over een week zal de commissie-Blok over haar bevindingen rapporteren.
- Nederland - Onder een geitenstal in Baarn worden beenderen gevonden, mogelijk van een Baarns echtpaar dat sinds 1999 wordt vermist.
- Guatemala - Óscar Berger wordt ingezworen als president.

### 15 januari
- Verenigde Staten - President George W. Bush kondigt plannen aan om ruimtevaarders naar de maan en naar Mars te laten vliegen.
- Thailand - Volgens de onderminister van landbouw, Newin Chidchob, is de vogelpest niet in Thailand uitgebroken. Volgens een woordvoerder zijn de ongeveer half miljoen gestorven kippen aan andere ziektes overleden. De berichten over de ziekte zouden onwaar zijn, en zouden zijn verspreid door mensen die de Thaise pluimvee industrie in een kwaad daglicht willen stellen.
- Mars - De Spirit is van de sonde afgereden, en staat nu met zes wielen op Mars.
- Azië - Tussen India en Pakistan rijden na een onderbreking van twee jaar weer treinen.
- Afrika - De Bill Clinton Foundation maakt bekend dat vijf grote farmaceutische bedrijven de prijs voor een aidstest sterk hebben verlaagd.
- Nederland - De politie heeft een groep van ongeveer 30 jongeren uiteengedreven die voor het Terra College in Den Haag samen waren gekomen om Murat D., de verdachte van de schietpartij van 13 januari in het college, hun steun te betuigen.

### 16 januari
- Thailand - Een consumentenorganisatie bericht in de krant Nation dat er al 50 miljoen kippen zijn overleden of geslacht en dat de regering probeert de crisis rond de vogelpest te verzwijgen.
- Nederland - Murat D., die verdacht wordt van het doodschieten van de docent Hans van Wieren, heeft het misdrijf bekend.
- Zuid-Afrika - Vier doden bij een overval op een boerderij (plaasmoord) bij het Zuid-Afrikaanse Meyerton.[1]

### 17 januari
- Verenigde Staten - In Pennsylvania is een gevangene vrijgelaten die 20 jaar lang in de dodencel heeft gezeten voor moord en verkrachting. DNA-onderzoek wees uit dat hij onschuldig is.
- Nederland - In Coevorden demonstreren ruim 2500 mensen tegen de bouw van een vuilverbrandingscentrale op het Nederlands-Duitse Europark bij Coevorden.
- België - Naar aanleiding van een oproep van de Wereldgezondheidsorganisatie overweegt federaal minister van Volksgezondheid Demotte om reclame voor snoep te verbieden.
- Nederland - Diverse kranten melden dat de AIVD in 2000 een dossier heeft aangelegd over Rob Oudkerk; de AIVD ontkent het bestaan van een dossier, maar is wel bekend met de zaak. De PvdA-politicus werd bedreigd wegens prostitutiebezoek in de Haagse Schilderswijk.

### 18 januari
- Zweden, Israël - Ariel Sharon spreekt zijn steun uit voor Zvi Mazel, de Israëlische ambassadeur in Zweden die vrijdag in het Historisch Museum in Stockholm vernielingen aanrichtte op het kunstwerk Sneeuwwitje en de waanzin van de waarheid. Het ijlings herstelde kunstwerk bevat een foto van de Palestijnse zelfmoordenares Hanadi Jaradat, die op 4 oktober 2003 21 joodse en Arabische Israëliërs opblies in een restaurant in Haifa.
- China - De Chinese regering plant wetswijzigingen waardoor er minder doodstraffen zouden worden uitgevoerd.
- Nederland - Volgens de politie demonstreren 100 mensen bij de Beverwijkse Bazaar.

### 19 januari
- Thailand - Koningin Beatrix begint vandaag samen met Prins Willem-Alexander aan een officieel vijfdaags staatsbezoek. Ze zullen onder meer ontvangen worden door de Thaise koning Bhumibol en zijn vrouw Sirikit. Ook zullen ze onder andere de Dodenspoorlijn, de Brug over de rivier de Kwai en de provincie Chiang Rai bezoeken.
- België - De Belgische chartermaatschappij Sobelair wordt door de rechtbank van koophandel te Brussel failliet verklaard.
- Nederland/Noorwegen - TenneT wil, in samenwerking met het Noorse Statnett, een 580 kilometer lange hoogspanningskabel door de Noordzee leggen om -goedkopere- Noorse elektriciteit te importeren.
- Nederland - De commissie-Blok maakt haar bevindingen bekend: de integratie is geheel of gedeeltelijk geslaagd maar dit komt niet door de overheid.

### 20 januari
- Internet - De nieuwe e-mailworm Beagle of Bagle verspreidt zich snel over het internet. Alleen computers met Microsoft Windows kunnen worden besmet.
- Verenigde Staten - John Kerry wint de Democratische caucasbijeenkomsten in Iowa. Favoriet Howard Dean wordt derde, ver achter nummer twee John Edwards. Dick Gephardt trekt zich terug.
- Frankrijk - Minister Luc Ferry oppert naar aanleiding van het verbod op het tonen van religieuze tekens op staatsscholen ook dat het dragen van baarden verboden gaat worden.
- Thailand/Nederland - Koningin Beatrix verklaart tijdens haar werkbezoek aan Thailand tegenover Nederlandse journalisten dat zij geen last heeft van satire.
- Nederland - Het Britse gebruik van clusterbommen in Irak kan volgens een aanklager van het Internationaal Gerechtshof in Den Haag worden voorgedragen voor het hof.
- Nederland - wethouder Rob Oudkerk van de gemeente Amsterdam treedt af, nadat de Amsterdamse gemeenteraadsfractie van de PvdA na een uren durende vergadering het vertrouwen in hem opzegt.

### 21 januari
- Verenigde Staten - George Bush verklaart in zijn State of the Union te willen dat rechters homohuwelijken verbieden. Zo niet, dan zal hij proberen om dit middels de grondwet te verbieden.
- Frankrijk - Een grote staking bij de spoorwegen leidt tot chaos op de Franse wegen.
- Nederland - De Nederlandse staat en de gemeente Amsterdam besluiten tot het oprichten van een NV Zuidas, die ondertunneling van het kantorengebied de Zuidas mogelijk moet maken.
- Nederland Ex-wethouder Rob Oudkerk legt op een persconferentie de schuld voor de affaire die hem tot aftreden dwong grotendeels bij het dagblad Het Parool, dat privézaken zou hebben gepubliceerd zonder gedegen onderzoek en zonder wederhoor.
- Verenigde Staten - De NASA heeft het contact met de Mars Exploration Rover Spirit verloren.

### 22 januari
- China - Begin van het jaar van de aap.
- Thailand - Ondanks ontkenningen door de Thaise overheid is het eerste geval van de vogelpest bij mensen door een viroloog toegegeven. De Thaise minister-president Thaksin Shinawatra zegt in een eerste reactie dat dit onmogelijk is. Japan stopt de import van Thais pluimvee.
- Verenigde Staten - Het fotografiebedrijf Eastman Kodak schrapt een vijfde van het aantal banen. Het bedrijf zegt de impact van digitale fotografie te laat te hebben begrepen.
- Israël - Premier Ariel Sharon raakt in opspraak door mogelijke betrokkenheid bij corruptie. De koers van de shekel is gedaald.
- Thailand/Nederland - De Thaise Koning Bhumibol verleent gratie aan twee Nederlanders die voor drugssmokkel levenslang hadden gekregen. Ze worden onmiddellijk vrijgelaten.
- Nederland - KPN schrapt 800 arbeidsplaatsen, onder meer bij vaste telefonie en op het hoofdkantoor.
- Nederland - Minister Peijs wil de subsidie van Milieudefensie ter discussie stellen, als de organisatie nogmaals een ministerie blokkeert.

### 23 januari
- Thailand - Bij nieuw geweld in de zuidelijke provincies zijn twee boeddhistische monniken gedood (13 en 65 jaar) en is er één gewond geraakt.
- Europa - De ESA ruimtesonde Mars Express heeft sporen van water op de zuidpool van de planeet Mars gevonden.
- Oostenrijk - Tijdens de alternatieve Elfstedentocht op de Weissensee lopen volgens het ANP ongeveer honderd Nederlandse toerschaatsers bevroren lichaamsdelen en andere zware kwetsuren op. Volgens de organisator vallen veel verwondingen onder de categorie van gebruikelijke ongevallen tijdens een grote schaatsmarathon.
- Verenigde Staten - Het contact tussen de NASA en de Mars Exploration Rover Spirit is hersteld.

### 24 januari
- Verenigde Staten - De tweede Mars Exploration Rover, Opportunity, landt op Mars (9:05pm PST / 5:05 GMT).

### 25 januari
- Mars - Het onbemande ruimtevaartuig Mars Exploration Rover-A (Spirit) landt in de Gusev Krater op Mars.
- Thailand - De Thaise premier Thaksin Shinawatra geeft toe dat de regering twee weken lang heeft verzwegen dat vermoed werd dat de vogelgriep in Thailand was uitgebroken.
- Indonesië - De Indonesische regering heeft bekendgemaakt dat de vogelgriep ook dat land heeft getroffen.
- De Wereldgezondheidsorganisatie maakt bekend dat het nog minimaal zes maanden zal duren voor er een vaccin tegen de vogelgriep zal zijn ontwikkeld, dit in tegenstelling tot een eerdere berichten die 1 maand vermeld hadden.
- Georgië - Micheil Saakasjvili wordt ingehuldigd als de nieuwe president. Het land besluit tevens om een nieuwe vlag in gebruik te nemen.

### 26 januari
- Argentinië - Voormalig Argentijns dictator Jorge Videla is op verzoek van de Duitse justitie gearresteerd. Hij zal vervolgd worden voor de dood van twee Duitsers tijdens zijn junta.
- Nederlandse Antillen - De Antilliaanse regering van Mirna Godett is gelijmd. De Democratische Partij Bonaire zal tot de coalitie toetreden waardoor er weer een parlementaire meerderheid is.

### 28 januari
- Thailand - In Bangkok wordt een conferentie geopend van Aziatische landen over de vogelgriep. Thaksin Shinawatra houdt een openingsspeech waarin hij benadrukt dat er openheid van zaken gegeven moet worden. Op dezelfde dag wordt bekend dat er waarschijnlijk al meer mensen overleden zijn aan vogelgriep in Thailand, de regering ontkent.
- Thailand - Meer dan 1000 scholen worden in het Zuiden van Thailand gesloten vanwege pamfletten waarin boeddhistische leraren bedreigd worden.
- Nederland - Volgens justitie is Amsterdam een belangrijk centrum voor de Nigeriaanse maffia. Geld wordt van hieruit naar de Nederlandse Antillen gesluisd om de transporten van bolletjesslikkers te bekostigen.
- Volgens het Amerikaanse bedrijf MessageLabs bevat 1 op de 12 e-mails de computerworm Mydoom. Het zou hiermee de snelst verspreidende virusachtige ooit zijn. Het gebruikt hiervoor e-mailclients en Kazaa.

### 29 januari
- Kofi Annan dringt er bij de Europese Unie op aan om de grenzen open te houden voor immigranten. Zonder immigratie neemt volgens hem de bevolking van de 25 leden (per 1 mei 2004) af van 452 miljoen naar minder dan 400 miljoen in 2050.
- Verenigd Koninkrijk - Greg Dyke stapt op als algemeen directeur van de BBC naar aanleiding van de affaire-David Kelly en de aansluitende kritiek op de journalistieke handelwijze van de BBC.
- Nederland - Actrice Guusje Nederhorst is op 34-jarige leeftijd overleden aan kanker.
- Nederland - De Amsterdamse rechtbank heeft besloten dat de naam Lindows een inbreuk is op het merk Windows van Microsoft en dat Lindows alle in Nederland aanwezige programmatuur moet terughalen en de toegang tot lindows.com moet blokkeren voor Nederlandse internetgebruikers.

### 30 januari
- Duitsland - De Duitse kannibaal Armin Meiwes wordt veroordeeld tot acht en een half jaar cel wegens doodslag. Hij doodde en at van lichaamsdelen van het slachtoffer, Bernd Jürgen Brandes, op diens eigen verzoek.
- Irak - Er vindt een aanslag plaats op de Nederlandse ambassade in Bagdad.